# Arturo Faldi
Arturo Faldi (Firenze, 27 luglio 1856 – Firenze, 30 maggio 1911) è stato un pittore italiano.

## Biografia
Studiò all'Accademia di belle arti di Firenze, dove ebbe come maestri Giovanni Muzzioli e Michele Gordigiani.  Fino al 1880 si occupò di pittura di genere storico-mitologico.
Nel 1881, con La trecciaiuola, si allontanò da questo genere per avvicinarsi allo stile dei Macchiaioli.  In seguito al successo avuto dal dipinto, esposto con il titolo Paysanne d'Italie al Salon di Parigi, continuò a concentrarsi su soggetti realistici, avendo spesso come tema privilegiato il rapporto tra attività contadina e natura.
  Due suoi dipinti ebbero l'onore di essere acquistati da Re Umberto I: Luna di miele, donato al Galleria civica d'arte moderna e contemporanea di Torino, e Dio li accompagni, donato alla Galleria nazionale d'arte moderna e contemporanea di Roma.  oggi nello studio del Primo Presidente della Corte di Cassazione. Nell'ultima fase della sua vita fu insegnante e presidente dell'Accademia di belle arti di Firenze.